# The Vagabond Trail
The Vagabond Trail est un film américain réalisé par William A. Wellman, sorti en 1924.

## Fiche technique
- Réalisation : William A. Wellman
- Scénario : Doty Hobart d'après Donnegan de George Owen Baxter
- Producteur : William Fox
- Photographie : Joseph H. August
- Distributeur : Fox Film Corporation[1]
- Durée : 50 minutes (5 bobines)[2]
- Date de sortie : 9 mars 1924

## Distribution
- Buck Jones : Donnegan
- Marian Nixon : Lou Macon
- Charles Coleman : Aces
- Lee Shumway : Lord Nick
- Virginia Warwick : Nellie Le Brun
- Harry Lonsdale : Colonel Macon
- Frank Nelson : Slippy
- George H. Reed : George Romain